# Koito
Koito, właściwie Gabriel Cardoni (ur. 13 września 1986 w mieście Rzym we Włoszech) – włoski raper.

## Życiorys
Gabriel Cardoni urodził się w Rzymie w 1986.  Dzieciństwo spędził w dzielnicy CasalBruciato (wschodnie przedmieścia Rzymu).  
Karierę artystyczną rozpoczął we wczesnych latach 2000, zbliżając się do gatunku Rap.
W 2008 założył grupę  SenzaRazza, aw 2009 wydał album  SenzaRazza Mixtape Vol.1 .
W 2010, z wytwórnią płytową  Chimica Recordz Koito wydał swój pierwszy solowy projekt, Ep  Help .
W 2011 ukazał się drugi album  SenzaRazza Mixtape Vol.2  z grupą SenzaRazza, a następnie w 2012 publikował Ep  Remember the name i album  Favole Moderne , oba pod wytwórnią Chimica Recordz [5].
W 2014 Koito rozpoczął karierę solową i w tym samym roku wydał album  Tra sogno e realtà   z  Chimica Recordz 
W 2016, we współpracy z il rapper Abruzzese Buio, Koito publikował album  Monet  pod wytwórnią  Deep Sound ,
W 2020 wydał nowy singiel  Non ridi mai ,.

## Dyskografia

### Albumy solowe
- 2010 - Help (Ep)
- 2012 - Favole Moderne
- 2014 - Tra Sogno e Realtà

### Z SenzaRazza
- 2009 - SenzaRazza Mixtape Vol.1
- 2011 - SenzaRazza Mixtape Vol.2
- 2012 - Remember the name (Ep)

### Z Buio
- 2016 - Monet